# Cymru Alliance 2005–06
Cymru Alliance 2005–06 là mùa giải thứ mười sáu của Cymru Alliance kể từ khi thành lập năm 1990. Đội vô địch là Glantraeth.

## Bảng xếp hạng
| XH | Đội               | Tr | T  | H  | T  | BT | BB | HS  | Đ    | Lên hay xuống hạng           |
| -- | ----------------- | -- | -- | -- | -- | -- | -- | --- | ---- | ---------------------------- |
| 1  | Glantraeth (C)    | 34 | 21 | 7  | 6  | 83 | 36 | +47 | 70   |                              |
| 2  | Buckley Town      | 34 | 20 | 7  | 7  | 85 | 52 | +33 | 67   |                              |
| 3  | Flint Town United | 34 | 19 | 12 | 3  | 77 | 40 | +37 | 066* |                              |
| 4  | Guilsfield        | 34 | 16 | 12 | 6  | 73 | 44 | +29 | 60   |                              |
| 5  | Llangefni Town    | 34 | 17 | 7  | 10 | 68 | 46 | +22 | 58   |                              |
| 6  | Llandudno         | 34 | 17 | 8  | 9  | 64 | 40 | +24 | 056* |                              |
| 7  | Bala Town         | 34 | 14 | 9  | 11 | 63 | 52 | +11 | 51   |                              |
| 8  | Lex XI            | 34 | 13 | 9  | 12 | 72 | 75 | −3  | 48   |                              |
| 9  | Bodedern          | 34 | 13 | 6  | 15 | 40 | 58 | −18 | 45   |                              |
| 10 | Penrhyncoch       | 34 | 13 | 4  | 17 | 62 | 78 | −16 | 43   |                              |
| 11 | Queens Park       | 34 | 11 | 8  | 15 | 36 | 59 | −23 | 41   |                              |
| 12 | Llanfairpwll      | 34 | 11 | 6  | 17 | 58 | 73 | −15 | 39   |                              |
| 13 | Llandyrnog United | 34 | 10 | 8  | 16 | 51 | 64 | −13 | 38   |                              |
| 14 | Gresford Athletic | 34 | 9  | 9  | 16 | 45 | 64 | −19 | 36   |                              |
| 15 | Ruthin Town       | 34 | 7  | 13 | 14 | 43 | 55 | −12 | 34   |                              |
| 16 | Holyhead Hotspur  | 34 | 8  | 9  | 17 | 44 | 68 | −24 | 33   |                              |
| 17 | Holywell Town     | 34 | 5  | 12 | 17 | 49 | 72 | −23 | 024* | Xuống chơi tạiWelsh Alliance |
| 18 | Halkyn United     | 34 | 5  | 8  | 21 | 50 | 86 | −36 | 23   | Xuống chơi tạiWelsh Alliance |

Nguồn: Cymru Alliance
Quy tắc xếp hạng: 1. Điểm; 2. Hiệu số bàn thắng; 3. Số bàn thắng.
*Flint Town United bị trừ 3 điểm
*Llandudno bị trừ 3 điểm
*Holywell Town bị trừ 3 điểm
(VĐ) = Vô địch; (XH) = Xuống hạng; (LH) = Lên hạng; (O) = Thắng trận Play-off; (A) = Lọt vào vòng sau. 
Chỉ được áp dụng khi mùa giải chưa kết thúc: 
(Q) = Lọt vào vòng đấu cụ thể của giải đấu đã nêu; (TQ) = Giành vé dự giải đấu, nhưng chưa tới vòng đấu đã nêu.